# Деку
Де́ку (порт. Deco, повне ім'я — А́ндерсон Луї́с ді Со́за, порт. Ánderson Luís de Souza, народився 27 серпня 1977 року в Сан-Бернарду-ду-Кампу, Бразилія) — професіональний футболіст, гравець «Флуміненсе» і збірної Португалії. У березні 2003 року він отримав громадянство Португалії. Грав на позиції атакувального півзахисника. На початку 2000-х вважався одним із найкращих гравців цього амплуа у світі. Цей факт дозволив йому двічі стати найкращим півзахисником Ліги чемпіонів (в 2004 і 2006 роках).

## Досягнення
- Володар Кубка УЄФА:

«Порту»: 2002-03
- Чемпіон Португалії:

«Порту»: 1998-99, 2002-03, 2003-04
- Володар Кубка Португалії:

«Порту»: 1999-2000, 2000-01, 2002-03
- Володар Суперкубка Португалії:

«Порту»: 1999, 2001, 2003
- Чемпіон Іспанії:

«Барселона»: 2004-05, 2005-06
- Володар Суперкубка Іспанії:

«Барселона»: 2005, 2006
- Володар Кубка Англії:

«Челсі»: 2008-09, 2009-10
- Чемпіон Англії:

«Челсі»: 2009-10
- Володар Суперкубка Англії:

«Челсі»: 2009
- Переможець Ліги чемпіонів УЄФА:

«Порту»: 2003-04
«Барселона»: 2005-06
- Віце-чемпіон Європи: 2004